# Pancol
Pancol
es un barrio rural   del municipio filipino de primera categoría de Taytay perteneciente a la provincia  de Paragua en Mimaro,  Región IV-B.
En 2007 Pancol contaba con 2.054 residentes.

## Geografía
El municipio de Taytay se encuentra situado en la isla de Paragua, al norte de la misma.
Su término limita al norte con el municipio de El Nido, barrios de Bebeladán, Bagong-Bayán y Otón, oficialmente Mabini; al  suroeste con el municipio de San Vicente, al sur con el de Roxas; y al sureste con el de Dumaran. En la parte insular se encuentra la bahía de Malampaya y varias isla adyacentes se encuentran tanto en la costa este, mar de Joló como en la  oeste, Mar del Oeste de Filipinas.
Situado al noroeste del municipio, a levante de la bahía de Malampaya, su término linda al norte con los barrios de Liminangcong y de Catabán; al sur con  la bahía y los barrios de Viejo Guinto (Old Guinlo) y Población de Taytay; al oeste con la bahía; y al este con el barrio de Pamantolón.

### Costa
A la bahía de Malampaya abren otras menores: Duluaw, Malalutón, donde desemboca el río Kachibayungan, Pancol y Malanadaya (Malampaya lake), ríos Canangled, Madrokrok y Embarcadero.
Islas adyacentes son las siguientes de este a oeste: Naulauoón, Magaling, Malaaraw, Kanipo, Guinayawan, Cagbalulu, Nalpukan, Calabugtungan y Taptap.

### Sitios
Forman parte de este barrio los sitios de Igang y de Pancol

### Demografía
El barrio  de Pancol contaba  en mayo de 2010 con una población de 2.210 habitantes.

## Historia
Taytay formaba parte de la provincia española de  Calamianes, una de las 35 del archipiélago Filipino, en la parte llamada de Visayas. Pertenecía a la audiencia territorial  y Capitanía General de Filipinas, y en lo espiritual a la diócesis de Cebú.